# Mary Elizabeth Williams
Mary Elizabeth Williams este o scriitoare și comentatoare american. Ea lucreza in prezent ca scriitoare petru Salon, o revistă progresista online. Ea a scris de asemenea pentru The New York Times, The Nation, și alte publicații. Ea a fost un oaspete pe MSNBC și NBC.
În 2009, Williams a lansat o memoriu intitulata Gimme Shelter, care a fost publicat de Simon & Schuster.

## Viața personală
Mary Elizabeth Williams a crescut în Jersey City, New Jersey. Ea este catolică.
În august 2010, Williams a fost diagnosticată cu melanom malign și a făcut o operație. În august 2011, ea a fost diagnosticată din nou cu melanom în stadiul IV. Mai târziu în același an, Williams a participat la un studiu clinic pentru un medicament experimental de imunoterapia cancerului, care a avut succes. Williams a documentat experiențele sale si despre cancer pentru revistă Salon.